# No Mercy (2016)
Cet article concerne l'édition 2016 du pay-per-view No Mercy. Pour toutes les autres éditions, voir WWE No Mercy.
Pour les articles homonymes, voir No Mercy.
L'édition 2016 de No Mercy est un Premium Live Event de catch (lutte professionnelle) produit par la World Wrestling Entertainment, télédiffusé, visible en paiement à la séance sur le WWE Network, ainsi que gratuitement sur la chaîne de télévision française AB1. L'événement a eu lieu le 9 octobre 2016 au Golden 1 Center à Sacramento (Californie). Il s'agit de la 12e édition de No Mercy qui fait son retour après huit ans d'absence. En raison du retour de la Brand Extension en 2007, ce PLE est exclusivement réservé à la division SmackDown.

## Contexte
Les spectacles de la World Wrestling Entertainment (WWE) sont constitués de matchs aux résultats prédéterminés par les scénaristes de la WWE. Ces rencontres sont justifiées par des storylines – une rivalité avec un catcheur, la plupart du temps – ou par des qualifications survenues dans les shows de la WWE telles que Raw, SmackDown et NXT. Tous les catcheurs possèdent une gimmick, c'est-à-dire qu'ils incarnent un personnage gentil (Face) ou méchant (Heel), qui évolue au fil des rencontres. Un événement comme No Mercy est donc un événement tournant pour les différentes storylines en cours,.

### Randy Orton contre Bray Wyatt
Le 11 septembre à Backlash, Randy Orton devait affronter Bray Wyatt, mais il se fait attaquer par son adversaire dans les coulisses et est contraint de déclarer forfait, car est blessé à la cheville. Plus tard dans la soirée, il fait perdre son agresseur face à Kane dans un No Holds Barred match en lui portant un RKO. 16 soirs plus tard à SmackDown Live, après des semaines de bagarres et de conflits, Daniel Bryan, le général manager du show bleu, annonce officiellement un match entre les deux catcheurs au PLE.

### Naomi contre Alexa Bliss
Le 11 septembre à Backlash, Becky Lynch devient la première championne de SmackDown de l'histoire en battant Carmella, Nikki Bella, Natalya, Naomi et Alexa Bliss dans un 6-Pack Challenge match. 2 soirs plus tard à SmackDown Live, The Goddess bat les quatre autres catcheuses dans un Fatal 5-Way match et devient aspirante no 1 à la ceinture au PLE. La semaine suivante à SmackDown Live, pendant la signature de contrat, la catcheuse columbusienne attaque sa collègue irlandaise. 
La veille du PLE, la championne du show bleu est contrainte de déclarer forfait pour blessure et ne peut y participer.

### The Miz (c) contre Dolph Ziggler
Le 11 septembre à Backlash, The Miz, le champion Intercontinental, conserve son titre en battant Dolph Ziggler avec l'aide de Maryse qui asperge du spray sur le visage de son adversaire. 9 soirs plus tard à SmackDown Live, The ShowOff propose une condition au champion: si ce dernier remet encore son titre en jeu, il met sa carrière dans la balance, ce qui officialise le Title vs. Career match entre les deux catcheurs pour la ceinture au PLE.

### Jack Swagger contre Baron Corbin
Le 13 septembre à SmackDown Live, Jack Swagger fait son apparition et confronte Baron Corbin. 
Le 4 octobre à SmackDown Live, le premier catcheur bat le second par soumission de manière controversée, car en effet, The Lone Wolf avait la main sur la première corde pour briser la soumission alors que l'arbitre a cru que ce dernier avait abandonné. Le lendemain, un match revanche entre les deux catcheurs au PLE est officiellement annoncé.

### Heath Slater (c) et Rhyno (c) contre The Usos
Le 11 septembre à Backlash, Heath Slater et Rhyno deviennent les premiers champions par équipes de SmackDown de l'histoire en battant The Usos en finale du Tag Team Gauntlet match. 9 soirs plus tard à SmackDown Live, les jumeaux samoans battent American Alpha (Chad Gable et Jason Jordan) et obtiennent un match revanche pour les ceintures au PLE.

### Nikki Bella contre Carmella
Le 23 août à SmackDown Live, alors qu'elle se fait interviewer par Renee Young sur son retour, Nikki Bella effectue un Face Turn, car Carmella effectue un Heel Turn, l'attaque dans le dos, la tabasse dans le dos et lui porte un Bella Buster. Plus tard à Talking Smack', la catcheuse new-yorkaise recommence à attaquer l'ancienne double championne des Divas. 
Le 4 octobre à SmackDown Live, Carmella agresse, pour la troisième fois consécutive, sa nouvelle rivale. Agacé par ces débordements, Daniel Bryan, le GM du show bleu, annonce officiellement un match entre les deux catcheuses au PLE.

## Tableau des matchs
| Ordre par numéros | Résultat | Stipulation(s) | Temps |
| --- | --- | --- | ----- |
| 1P | The Hype Bros (Mojo Rawley et Zack Ryder) et American Alpha (Chad Gable et Jason Jordan) battent The Ascension (Konnor et Viktor) et The Vaudevillains (Aiden English et Simon Gotch), | 8-Man Tag Team match | 09:10 |
| 2 | AJ Styles (c) bat John Cena et Dean Ambrose, | Triple Threat match pour le WWE World Championship                                                                                              | 21:15 |
| 3 | Nikki Bella bat Carmella, | Match simple | 08:05 |
| 4 | Heath Slater (c) et Rhyno (c) battent The Usos (Jimmy et Jey), | Tag Team match pour les WWE SmackDown Tag Team Championship                                                                                     | 10:17 |
| 5 | Baron Corbin bat Jack Swagger, | Match simple | 07:30 |
| 6 | Dolph Ziggler bat The Miz (c) (avec Maryse), | Title vs. Career match pour le WWE Intercontinental Championship Si Dolph Ziggler perd, il mettra un terme définitif à sa carrière de catcheur. | 19:42 |
| 7 | Naomi bat Alexa Bliss, | Match simple | 5:25  |
| 8 | Bray Wyatt bat Randy Orton, | Match simple | 15:40 |
| La lettre C placée entre parenthèses désigne la personne ou l’équipe championne en titre. P – indique que le match a eu lieu lors du pré-show | | |       |